# Navnsø
Navnsø är en sjö i Danmark. Den ligger i Region Nordjylland, i den norra delen av landet. Navnsø ligger 27 meter över havet och arean är 0,16 kvadratkilometer. Navnsø sträcker sig 0,5 kilometer i nord-sydlig riktning, och 0,6 kilometer i öst-västlig riktning. Sjön med omgivningar samt heden i nordost utgör Natura 2000 området Navnsø med Hede. 
Oomgivningarna består till största delen av jordbruksmark och hed.